# Mesostenus curvipes
Mesostenus curvipes är en stekelart som beskrevs av Taschenberg 1876. Mesostenus curvipes ingår i släktet Mesostenus och familjen brokparasitsteklar. Inga underarter finns listade i Catalogue of Life.